# Deregulering
Deregulering var oprindelig et udtryk, der knyttede sig til økonomi og er i denne sammenhæng betegnelsen for en proces, hvor en regering som formuleret politisk mål tilstræber at reducere sin rolle og tillader virksomhederne større frihed end tidligere.  Senere har det fundet anvendelse om enhver statslig afvikling af regler eller procedurer. Denne form for deregulering er blevet betegnet den institutionelle konkurrenceevne. 

## Økonomisk deregulering
Den oftest anvendte begrundelse for økonomisk deregulering er, at den reducerer virksomhedernes omkostninger og forbedrer konkurrenceevne på de internationale markeder. I 1980’erne var især Ronald Reagan og Margaret Thatcher fortalere for en sådan nyliberalistisk økonomisk politik. Kritikere af denne strategi, fx tidligere cheføkonom for Verdensbanken Joseph Stiglitz og nobelpristageren i økonomi Paul Krugman har argumenteret for, at deregulering af de finansielle markeder bærer hovedansvaret for finanskrisen. EU har som led i udviklingen af det indre marked bl.a. dereguleret markedet for lufttrafik, således at de nationale flyselskaber er underlagt fri konkurrence.

## Institutionel konkurrenceevne
I denne kontekst kan der skelnes mellem deregulering og privatisering. Begge har større effektivitet som overordnet mål, men hvor privatisering er en direkte afvikling af statslig ejerskab, er deregulering en tilladelse til at offentlige virksomheder opererer på baggrund af større frihed end tidligere i løsningen af opgaverne. 